# ATP Challenger La Réunion-2
Der ATP Challenger Réunion (offiziell: Réunion Challenger) war ein Tennisturnier, das zwischen 1993 und 2005 auf Réunion, der Überseeregion von Frankreich, stattfand. Es gehörte zur ATP Challenger Tour und wurde im Freien auf Hartplatz gespielt. Federico Browne ist mit zwei Titeln im Doppel sowie einem Titel im Einzel der Rekordsieger des Turniers.

## Liste der Sieger

### Einzel
| Jahr                         | Sieger                | Finalgegner           | Ergebnis      |
| ---------------------------- | --------------------- | --------------------- | ------------- |
| 2005                         | Philipp Kohlschreiber | Teimuras Gabaschwili  | 6:2, 6:3      |
| 2004                         | Michal Tabara         | Philipp Kohlschreiber | 6:1, 2:6, 6:4 |
| 2003                         | Peter Wessels         | Fred Hemmes           | 6:0, 6:2      |
| 2002                         | Federico Browne       | Răzvan Sabău          | 6:0, 4:6, 7:5 |
| 1998–2001: nicht ausgetragen |                       |                       |               |
| 1997                         | Jan Apell             | Arnaud Clément        | 6:4, 7:6      |
| 1996                         | Patrik Fredriksson    | Thierry Champion      | 5:7, 6:0, 6:3 |
| 1995                         | Tim Henman            | Patrick Baur          | 1:6, 6:3, 7:6 |
| 1994                         | Laurence Tieleman     | Paul Wekesa           | 7:5, 2:6, 6:3 |
| 1993                         | Ronald Agénor         | Jeff Tarango          | 6:3, 6:4      |

### Doppel
| Jahr                         | Sieger                                 | Finalgegner                         | Ergebnis       |
| ---------------------------- | -------------------------------------- | ----------------------------------- | -------------- |
| 2005                         | Teimuras Gabaschwili Stéphane Robert   | Ivan Cerović Petar Popović          | 6:4, 6:3       |
| 2004                         | Sanchai Ratiwatana Sonchat Ratiwatana  | Michel Kratochvil Jiří Vaněk        | kampflos       |
| 2003                         | Federico Browne (2) Rogier Wassen      | Fred Hemmes Peter Wessels           | 6:1, 6:74, 6:3 |
| 2002                         | Federico Browne (1) Jonathan Erlich    | Marco Chiudinelli Jaroslav Levinský | 6:1, 4:6, 6:3  |
| 1998–2001: nicht ausgetragen |                                        |                                     |                |
| 1997                         | Clinton Ferreira Jan Siemerink         | Álex Calatrava Jérôme Golmard       | 6:2, 6:3       |
| 1996                         | Hendrik Jan Davids (2) Fabrice Santoro | Donald Johnson Leander Paes         | 6:3, 7:6       |
| 1995                         | Yahiya Doumbia Fabrice Santoro         | Tim Henman Andrew Richardson        | 1:6, 6:3, 6:1  |
| 1994                         | Hendrik Jan Davids (1) Joost Winnink   | Patrick Baur Michael Geserer        | 6:1, 6:2       |
| 1993                         | Jonathan Canter Jeff Tarango           | Lan Bale Mark Kaplan                | 6:4, 3:6, 7:5  |